# Triclinium

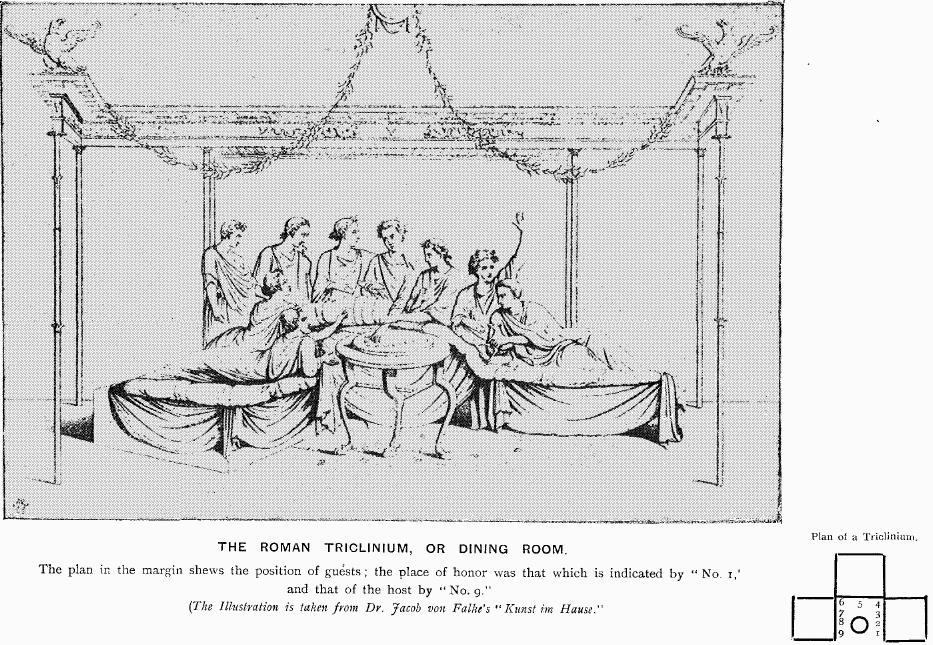
Római ebédlő, Frederick Litchfield illusztrációja (1893)

A triclinium az ókori római villák ebédlőterme. A szó jelentése: három étkezőkerevet. Eredetileg a kereveteket U alakban állították egymás mellé, s a kifejezés ezt fedte, később bővült a jelentése az egész ebédlőterem megnevezésére.